# Corvol-l'Orgueilleux
Corvol-l'Orgueilleux är en kommun i departementet Nièvre i regionen Bourgogne-Franche-Comté i de centrala delarna av Frankrike. Kommunen ligger i kantonen Varzy som tillhör arrondissementet Clamecy. År 2022 hade Corvol-l'Orgueilleux 725 invånare.

## Befolkningsutveckling
Antalet invånare i kommunen Corvol-l'Orgueilleux
| Referens: INSEE |